# Zósimo de Palestina
El Venerable Zósimo de Palestina (c. 460 - c. 560) es un santo en la Iglesia ortodoxa oriental y de la Iglesia Greco-católica el 4 de abril.

## Biografía
San Zósimo nació en la segunda mitad del siglo V, durante el reinado del emperador Teodosio el Joven. Se convirtió en un monje en un monasterio en Palestina a una edad muy temprana, ganando una reputación como gran stárets y asceta. A la edad de cincuenta y tres años, como hieromonje, se trasladó a un monasterio de regla muy estricta situado en el desierto cerca del río Jordán, donde pasó el resto de su vida.
Es conocido por su encuentro con Santa María de Egipto, que se conmemora el 1 de abril. Era costumbre en todos los monasterios que los hermanos salieran al desierto durante los cuarenta días de la Gran Cuaresma, dedicados al ayuno y la oración, y no regresar hasta el Domingo de Ramos. Vagando por el desierto se encontró con María de Egipto, que le contó la historia de vida y le pidió encontrarse el Jueves Santo del siguiente año a orillas del Jordán, a fin de recibir la comunión. Lo hizo, y al tercer año descubrió que María había fallecido y su cuerpo permaneceía incorrupto.
San Zósimo llegó, según la tradición, a los cien años de edad.
Todo lo que sabemos de la vida de Zósimo proviene de la Vita de Santa María de Egipto, registrada por San Sofronio, que fue Patriarca de Jerusalén entre los años 634 y 638. Sofronio basa su trabajo en la tradición oral que había escuchado de los monjes de Palestina. Esta Vita es tradicionalmente leída como parte del Gran Canon de San Andrés de Creta, en el quinto jueves de la Gran Cuaresma.